# Sarkofag Dwóch Braci
Sarkofag Dwóch Braci – pochodzący z IV wieku marmurowy sarkofag, będący przykładem wczesnochrześcijańskiej sztuki sepulkralnej. Odnaleziony w podziemiach bazyliki św. Pawła za Murami w Rzymie, obecnie znajduje się w zbiorach Museo Pio Cristiano, części Muzeów Watykańskich.
Datowany na lata około 330–360 sarkofag reprezentuje tzw. styl piękny. Wyróżnia się na tle wcześniejszych sarkofagów chrześcijańskich artystycznym dopracowaniem: ruchy postaci są żywe, draperie szat starannie oddane, głębokie drążenia pogłębiają efekty światłocienia. W przedstawionych na reliefach scenach wprowadzone zostały postaci towarzyszące.
W centralnej części na frontowej ścianie sarkofagu umieszczono medalion (clipeus) w postaci muszli z wykonanymi niemal pełnoplastycznie portretami dwóch mężczyzn, z których jeden trzyma zwój, drugi natomiast czyni ręką gest przemowy. Medalion flankowany jest scenami ukazującymi Mojżesza otrzymującego tablice Prawa oraz Abrahama składającego Izaaka w ofierze. Bezpośrednio pod medalionem znajduje się rzadko spotykana w ikonografii scena zwana cathedra Petri, przedstawiająca siedzącego pod drzewem i czytającego ze zwoju św. Piotra Apostoła, któremu towarzyszą dwaj żołnierze, co bywa interpretowane jako przekazywanie nauki Jezusa.
W górnym fryzie sarkofagu ukazano od strony lewej zaparcie się Piotra Apostoła oraz scenę przed grobem Łazarza, w której jedna z sióstr zmarłego całuje Jezusa w rękę. Jego prawą stronę zajmuje scena sądu nad Jezusem odbywanego przed Poncjuszem Piłatem umywającym ręce – po raz pierwszy występująca w ikonografii wczesnochrześcijańskiej. We fryzie dolnym po lewej stronie znajdują się sceny przedstawiające św. Piotra wydobywającego wodę ze skały w trakcie rozmowy z żołnierzami rzymskimi, proroka Daniela wśród lwów oraz proroka Habakuka. Po stronie prawej umieszczone zostały dwie sceny z cudami Jezusa: cudowne rozmnożenie chleba i uzdrowienie niewidomego w Betsaidzie.
Zabytek należy do grupy okazałych dwufryzowych sarkofagów powstających w Rzymie w drugim ćwierćwieczu i w połowie IV stulecia. Charakteryzowały się one bogactwem tematyki biblijnej i wkomponowanym pośrodku płaszczyzny frontowej medalionem w kształcie muszli z portretową podobizną zmarłego. Ze względu na obecność charakterystycznych scen są również poprzednikami grupy określanej mianem sarkofagów pasyjnych.